# Світ за Новіковим (роман)
«Світ за Новіковим» (рос. Мир по Новикову) — роман-трилер російського письменника Андрія Гусєва. Виданий 2006 року.

## Сюжет
Сюжет роману обертається навколо використання ядерних матеріалів терористами у Москві. До рук головного героя потрапляє якийсь рукопис, після чого він повинен вирішити, як діяти далі.
Головний персонаж книги — художник за фахом, Віктор Новіков. Проте, він не тільки пише картини, але й працює в газеті. Згодом обіймає посаду редактора у російському агентстві «Інтертелекс» (алюзія на інформаційне агентство “Інтерфакс”). Під час відрядження на базу російського ВМФ в Балтійську, вирушає на борту вартового судна у плавання до Североморська. Останнє місце праці Віктора Новікова — видавництво «Трель», дуже схоже на «Астрель», що входить до групи АСТ. Саме там йому до рук потрапляє повість про чеченську війну. Значною мірою, саме від нього залежить публікація цього твору.
Події, що відбуваються в російських ЗМІ та видавництвах у «дев'яності» та «нульові» роки — наріжний камінь твору. Проте це не тільки «виробничий роман», це також розповідь про кохання: зворушливе, трагічне кохання Віктора Новікова до Івети, якій Віктор вигадав дивне ім'я Мартиш.

## Літературні особливості
Книга описує життя звичайної людини в сучасній Росії. Водночас це приклад того, як політики впливають на життя звичайного громадянина. А також приклад того, як за допомогою зусиль мільйонів людей твориться історія.
«Світ за Новіковим» — це згущений час, в якому важко дихати. Сама ж книга складається з чотирьох частин: «Російська історія'95», «Портрети його мрій», «Володар бджіл» і «Сто років з дня народження». Всі чотири частини об'єднують не тільки їхні персонажі, але і кут зору: два погляди — чоловічий та жіночий — на одні й ті ж життєві колізії, моральні проблеми, еротичні транзакції. А на обкладинці книги вказано: «Всі персонажі книги, включно з відомими політиками, є плодом уяви автора. Якщо ви знайдете деякі збіжності з російською дійсністю, то тим гірше для останньої».
«Після прочитання книги «Світ за Новіковим» Андрія Гусєва, я цілком впевнена, що її просто необхідно зробити настільною книжкою кожного президента, щоб вони знали, як не треба творити історію, як не треба керувати країною. Слава Герострата, що, знищив одне з семи чудес світу — Храм Артеміди в Ефесі, не та слава, до якої треба прагнути». (И. Горюнова, Журнальний зал)

## Історія написання роману
Перша частина роману написана та надрукована 1996 року під назвою «Російська історія'95». Друга і третя частини — «Портрети його мрій» і «Володар бджіл» — написані 2003 року. Четверта ж основна частина — «Сто років з дня народження» — написана 2006 року. Протягом тривалого часу роман не вдавалось опублікувати, оскільки видавництва побоювались негативної реакції й можливих санкцій з боку представників вищої державної влади, зображених у романі. З деяких літературних порталів роман видалено з політичних міркувань.